# Celestino Cavedoni
L'abbé Celestino Cavedoni est un numismate et archéologue italien, né le 17 mai 1795 à Levizzano Rangone et mort a Modène le 26 novembre 1865.

## Biographie
Cavedoni se distingua comme élève de l'université de Bologne de 1816 à 1821, puis il devint bibliothécaire de Modène et conservateur du musée numismatique de cette ville ; enfin, de 1830 a 1863 il professa l'herméneutique biblique à l'université de Modène et de Reggio d'Émilie. On lui doit de nombreux travaux de numismatique parmi lesquels on distingue :
- Saggio di osservazioni sulle medaglie di famiglie romane (1829, in-8°) ;
- Francisci Carelli nummorum ltaliæ veteris tabulæ (Leipzig, 1850, in-fol.) ;
- Numismatica biblica (Modène, 1850, in-8°) ;
- Spicilegio numismatico, observations sur les monnaies antiques (Modène, 1838, in-8°).

Cavedoni a aussi fourni des annotations savantes au grand recueil des Œuvres de Bartolomeo Borghesi publié par l'Institut de France ; on lui doit, dans la polémique religieuse, une réfutation de la Vie de Jésus de Renan, qui a obtenu un grand succès en Italie. Enfin, Cavedoni a publié de nombreuses dissertations d'archéologie et de numismatique romaine dans les Annali et le Bullettino de l'Institut archéologique de Rome, ainsi que dans le Bullettino archeologico napolitano.